# Andrzej Zajączkowski
Andrzej Zajączkowski (ur. 27 maja 1922 w Lublinie, zm. 16 grudnia 1994 w Warszawie) – polski socjolog, antropolog kulturowy, historyk kultury, afrykanista. Od 1978 profesor Polskiej Akademii Nauk i Uniwersytetu Warszawskiego, od 1981 kierownik Zakładu Krajów Pozaeuropejskich PAN. Specjalizował się w socjologii historycznej i socjologii krajów rozwijających się. Przewodniczył komitetowi redakcyjnemu rocznika „Acta Asiatica Varsoviensia”, w latach 1984–1994 był redaktorem naczelnym rocznika „Hemispheres. Studies on Cultures and Societies”. Wykładał na uczelniach w Ghanie i Ugandzie.

## Dzieła (wybór)
- Główne elementy kultury szlacheckiej w Polsce. Ideologia a struktury społeczne (1961)
- Pierwotne religie czarnej Afryki (1965)
- Niepodległość Konga a kolonializm belgijski (1968)
- Muntu dzisiaj studium afrykanistyczne (1970)
- Szlachta polska. Kultura i struktura (1993)
- Rzecz o socjologii: lektura pierwsza (1993)
- Elity urodzenia: szkic (1993)